# Col·legiata de Sant Martí
La col·legiata de Sant Martí a Lieja avui a Bèlgica, és una església en estil gòtic, un dels monuments majors de la ciutat. Es troba a un punt estratègic a la carena del mont «Publémont». Al segle ix, el bisbe Èracli (s.X-971) va decidir aprofitar el promontori del Publémont per construir una fortificació, més fàcil per defendre que la plana al·luvial de la confluència del Llègia i del Mosa volia transferir-hi el palau episcopal i va iniciar l'obra d'una nova catedral. El seu successor, Notger (930-1008) va abandonar aquest projecte en voler mantenir la catedral al mateix lloc on sant Llambert va ser assassinat. Tot i això va continuar la construcció i va dedicar el temple a Martí de Tours dins del burg, el campanar servia de torre de vigília.
A la nit del 3 al 4 d'agost del 1312, durant la revolta anomenada el «Mal de Sant Martí» els patricis hi van cercar refugi, però els plebeus van incendiar l'església i tots van morir. Durant la revolta liegesa contra Lluís de Borbó les tropes de Carles I de Borgonya la van metre malbé una segona vegada, quan per venjança Carles I va ordenar incendiar tota la ciutat. Quan Erard de la Mark (1472-1538), príncep-bisbe de 1505 a 1528 va arribar al poder, només en quedaven unes ruïnes. De la Mark va ordenar la reconstrucció en estil gòtic. L'obra es va continuar fins a la fi del segle xvi, sota els arquitectes Arnold van Mulken (volta i cor) i Paul de Ryckel (nau). La torre és l'única part de l'església anterior que es va conservar.
L'església conserva un calvari de principis del segle xvi, el mausoleu d'Èracli, l'estàtua de la Mare de Déu de Sant Severí, la capella del Sant Sacrament, amb medallons de Jean Del Cour (1627-1707), el reliquiari de la beata Eva i a la cripta l'estàtua jacent de marbre negre de Theux que representa Joan de Gavre, prebost de la col·legiata. El 1886 va ser promoguda a basílica menor pel papa Vicenzo Pecci, Lleó XIII (1810-1903).

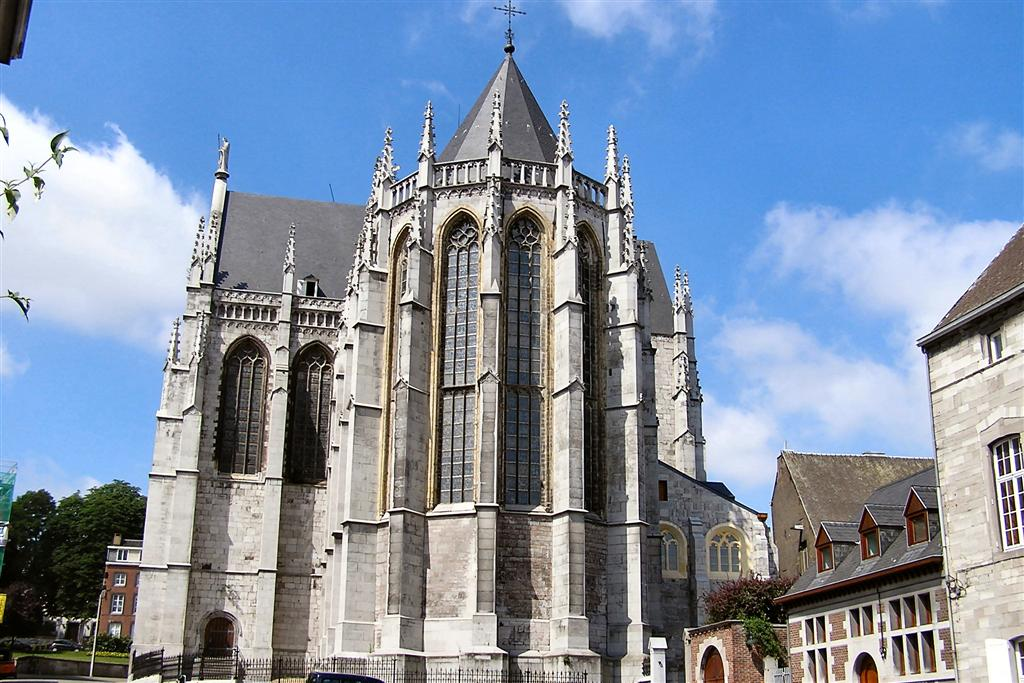
El cor occidental
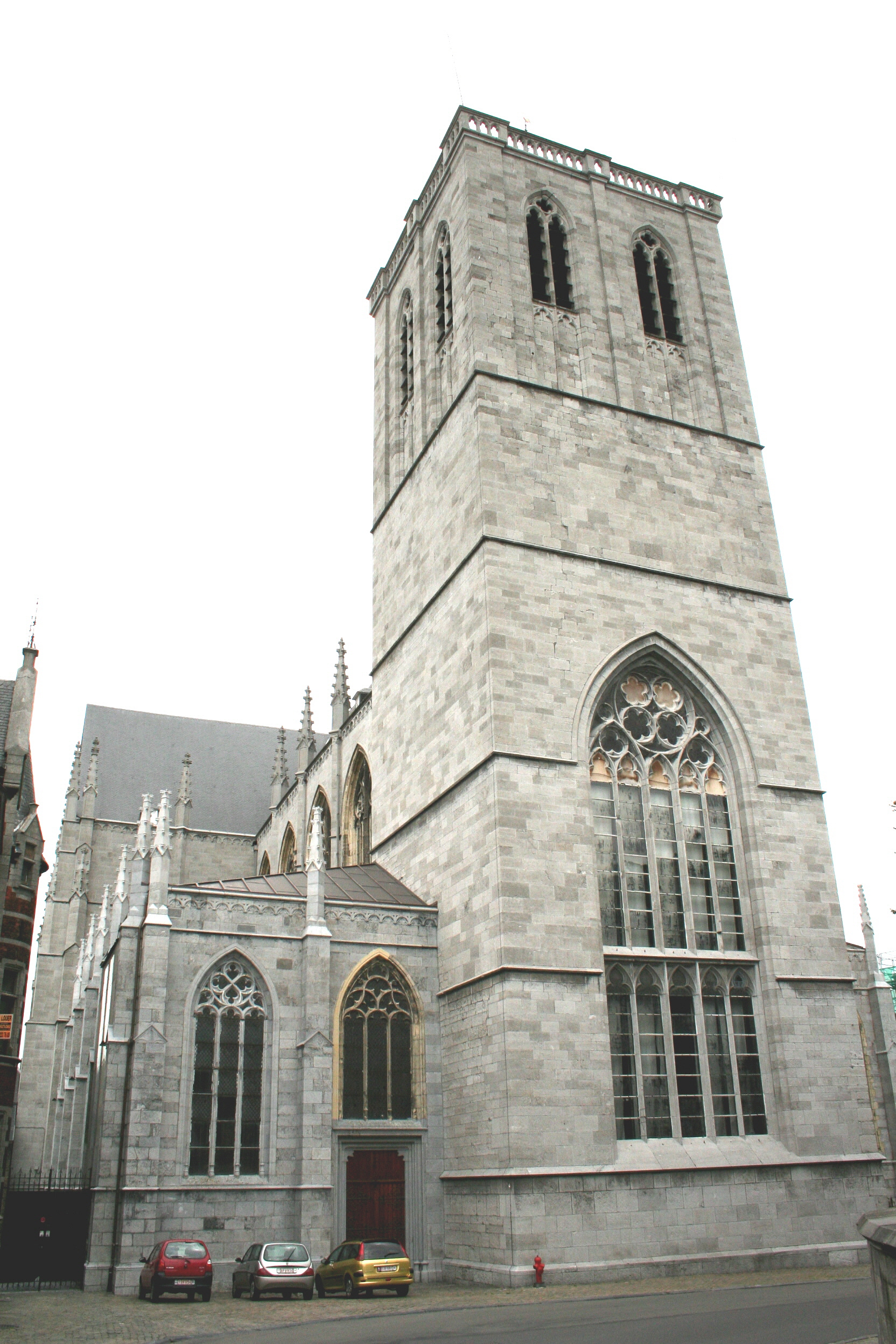
La torre mestre
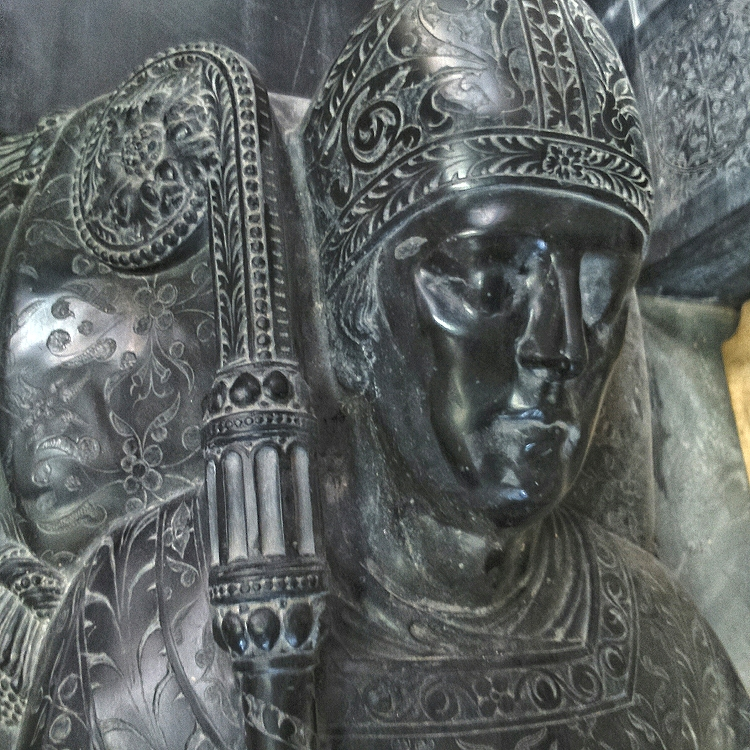
Tomba del príncep-bisbe Èracli (detall)
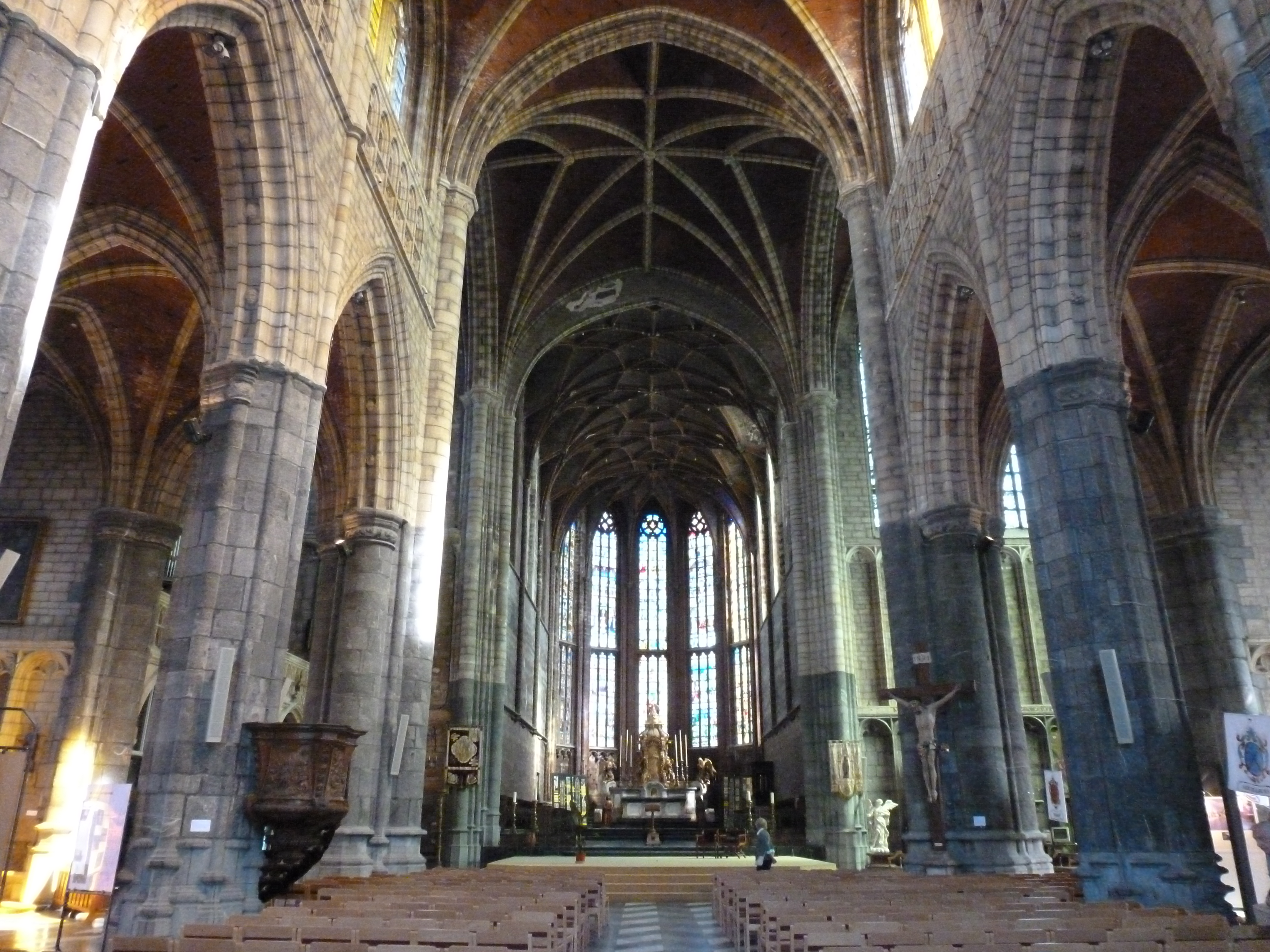
El cor (vista interior)